# Eliette Abécassis

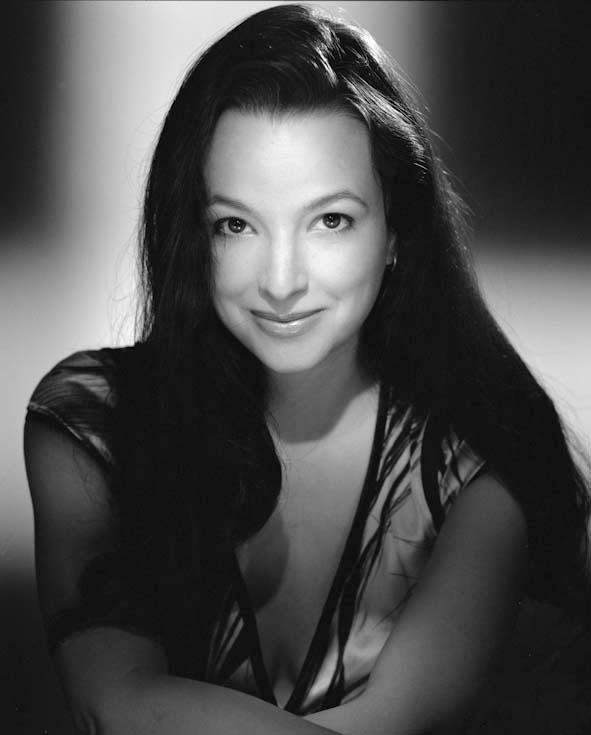
Eliette Abécassis

Éliette Abécassis (n. 27 ianuarie 1969, Strasbourg, Franța) este o scriitoare franceză, născută într-o familie de evrei originari din Maroc.
Este profesoară de filozofie la Caen.
Este fiica filozofului Armand Abécassis, autor al lucrării La pensée juive ("Gândirea ebraică").
Pentru activitatea sa, a primit Prix des écrivains croyants  în 2001 și Prix Alberto-Benveniste în 2010.

## Scrieri
- 1996: Qumran, carte tradusă în 18 limbi;
- 1997: L'Or et la cendre, descrie moartea misterioasă a unui teolog berlinez;
- 1998: Petite Métaphysique du meurtre, lucrare de factură filozofică ce relatează o altă crimă;
- 2000: La Répudiée, roman nominalizat pentru Marele Premiu al Academiei Franceze și pentru premiul Prix Fémina;
- 2003: Clandestin, nominalizat pentru Premiul Goncourt.